# Thomas Ryder
Pour les articles homonymes, voir Ryder.
Thomas Ryder (Londres, 1746 — Londres, 1810) est un graveur britannique.

## Biographie
Thomas Ryder naît à Londres en 1746,.
Pendant son apprentissage chez James Basire, Ryder réalise des dessins pour la Free Society en 1766 et 1767. Il est par ailleurs l'un des tout premiers élèves des écoles de la Royal Academy,.
Souhaitant d'abord être peintre, il se consacre exclusivement à la gravure dont il devient l'un des meilleurs de son époque en Angleterre.
Ryder grave quelques planches au trait, dont les plus importantes sont The Politician (un portrait de Benjamin Franklin d'après Stephen Elmer (en), 1782) et Vortigern and Rowena (d'après Angelica Kauffmann, 1802) ; mais il est surtout connu pour ses œuvres au pointillé, qui « sont parmi les plus belles de leur catégorie ». Parmi celles-ci, The Last Supper, d'après Benjamin West ; The Murder of James I of Scotland, d'après James Opie ; Prudence and Beauty, d'après A. Kauffmann,.

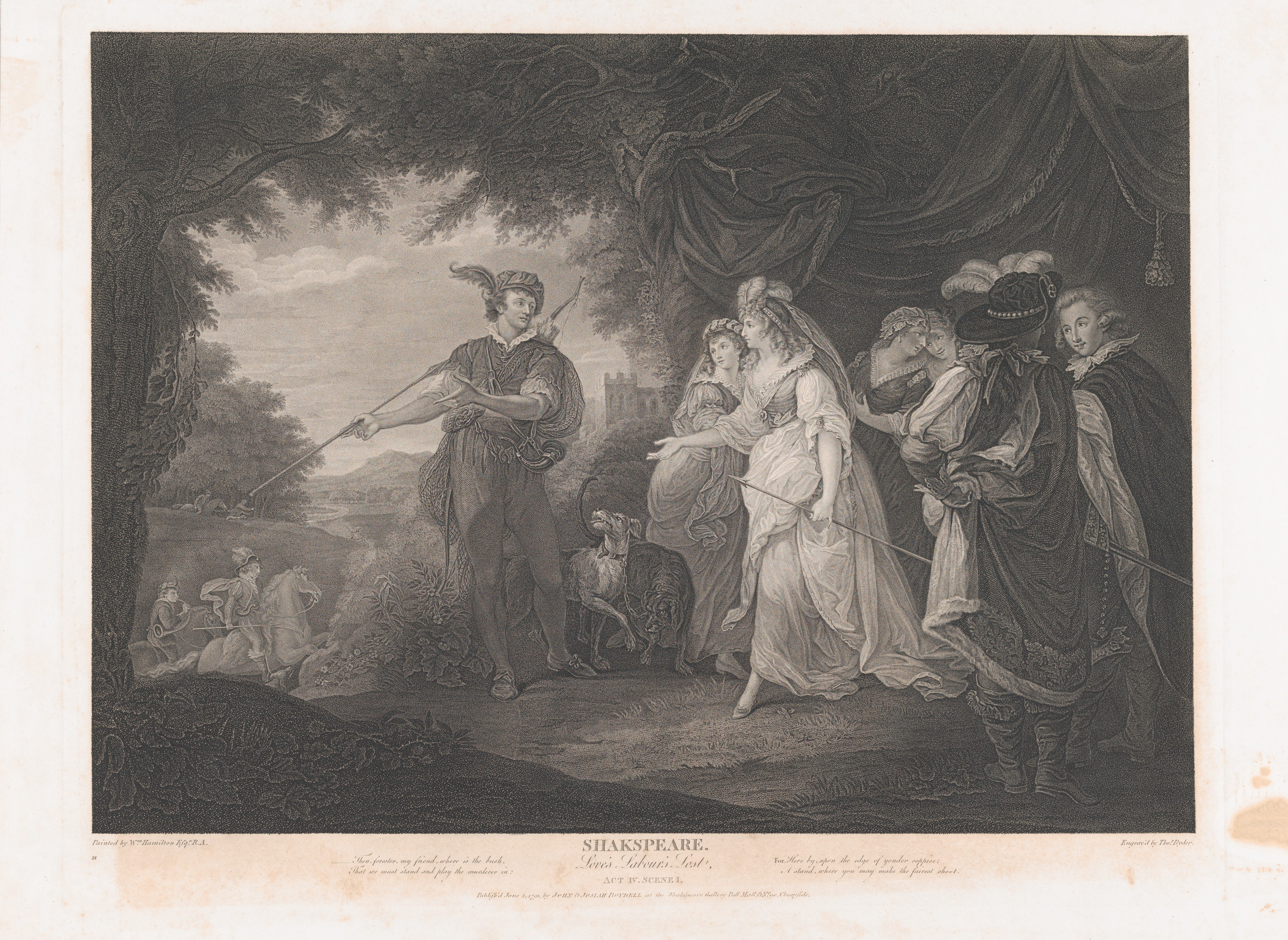
The Princess, Rosaline, etc. (Shakespeare, Love's Labour Lost, Act 4, Scene 1), gravure pour la Boydell Shakespeare Gallery (1793, Metropolitan Museum of Art).

En 1786, l'éditeur John Boydell l'engage pour participer au recueil de gravures de la Boydell Shakespeare Gallery : Ryder réalise neuf des planches de la grande édition,, d'après Henry Fuseli, Thomas Stothard, Robert Smirke, James Northcote, Johann Heinrich Ramberg, James Durno, William Hamilton et John Francis Rigaud. Michael Bryan estime que ses estampes sont parmi les meilleures du recueil.
Principalement graveur de reproduction dont les plaques sont généralement imprimées à l'encre brune et parfois en couleurs,, il grave aussi d'après des dessins de William Redmore Bigg (en), Henry William Bunbury, Giovanni Battista Cipriani, Richard Cosway, John Ryley et Samuel Shelley. Ryder grave les portraits d'Anne Seymour Damer (d'après Kauffmann) ; Henry Bunbury, d'après Thomas Lawrence ; William Watson, d'après Lemuel Francis Abbott ; et Maria Linley (en), d'après Richard Westall.
Ryder a un fils du même nom, également graveur, et ensemble ils exécutent le portrait en pied de la Reine Charlotte, d'après William Beechey, préfixé au deuxième volume du projet Shakspeare de Boydell.
Thomas Ryder meurt à Londres en 1810.

## Conservation
- Australie

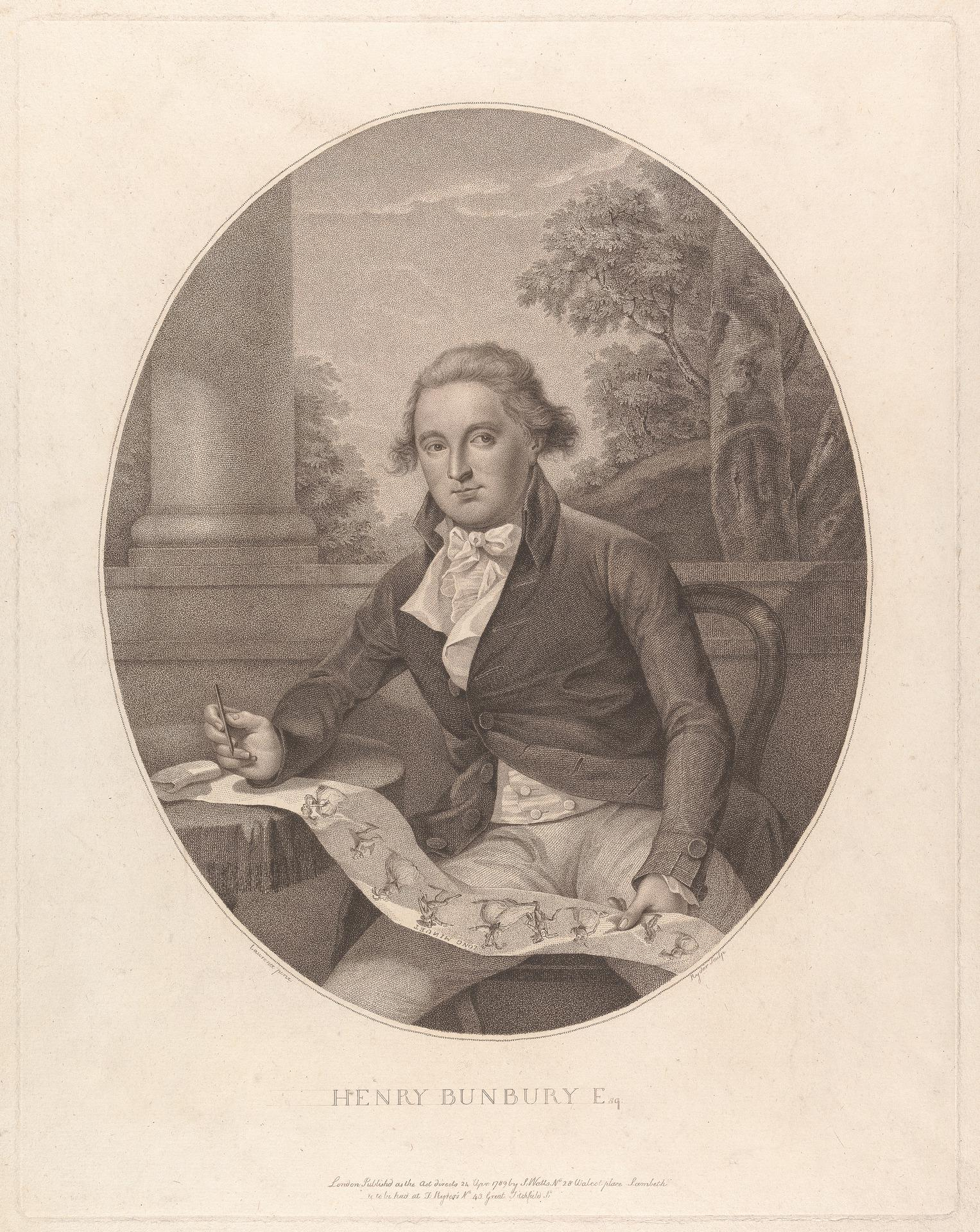
Portrait de Henry Bunbury d'après Thomas Lawrence (Centre d'art britannique de Yale).

  - National Gallery of Victoria, Melbourne[5]

- États-Unis
  - National Gallery of Art, Washington D.C.[6]
  - Philadelphia Museum of Art, Philadelphie[7]
  - Centre d'art britannique de Yale, New Haven[8]

- France
  - Bibliothèque nationale de France, Paris[9]

- Nouvelle-Zélande
  - Te Papa Tongarewa, Wellington[10]

- Royaume-Uni
  - British Museum, Londres[11]
  - Royal Academy, Londres[12]
  - National Portrait Gallery, Londres[13]

- Suède
  - Nationalmuseum, Stockholm[14]